# Audiencia Provincial de Valencia

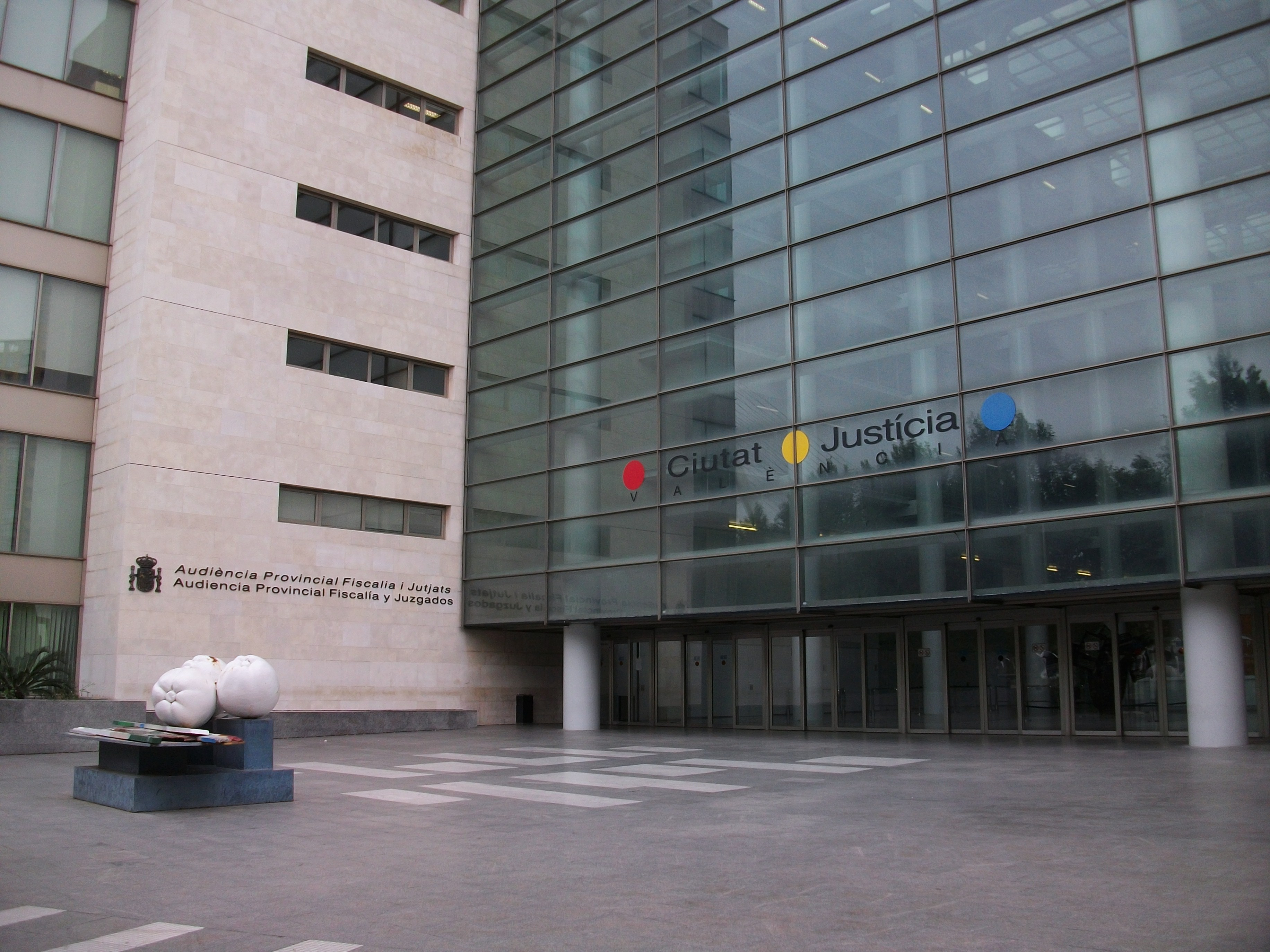
Ciudad de la Justicia de Valencia, sede de la Audiencia Provincial de Valencia

La Audiencia Provincial de Valencia es el máximo órgano judicial de la provincia de Valencia (España).
Conoce de asuntos civiles y penales. Cuenta con once secciones: seis civiles (6, 7, 8, 9, 10 y 11) y cinco penales (1, 2, 3, 4 y 5).
Tiene su sede en la Ciudad de la Justicia de Valencia de la capital valenciana. El actual presidente de la Audiencia Provincial de Valencia es, desde 2015, Fernando de Rosa Torner.